# Orania moluccana
Orania moluccana är en enhjärtbladig växtart som beskrevs av Odoardo Beccari. Orania moluccana ingår i släktet Orania och familjen Arecaceae.
Artens utbredningsområde är Moluckerna. Inga underarter finns listade i Catalogue of Life.